# Hôtel de ville de Sélestat
L'hôtel de ville de Sélestat est un monument historique situé à Sélestat, dans le département français du Bas-Rhin.

## Localisation
Ce bâtiment est situé au 9, place d'Armes à Sélestat.

## Historique
L'édifice fait l'objet d'une inscription au titre des monuments historiques depuis 1937.